# Калинівка (Крупський район)
Калинівка (біл. вёска Калінаўка) — село в складі Крупського району Мінської області, Білорусь. Село підпорядковане Холопеницькій сільській раді, розташоване в східній частині області.